# Oluf Tresk

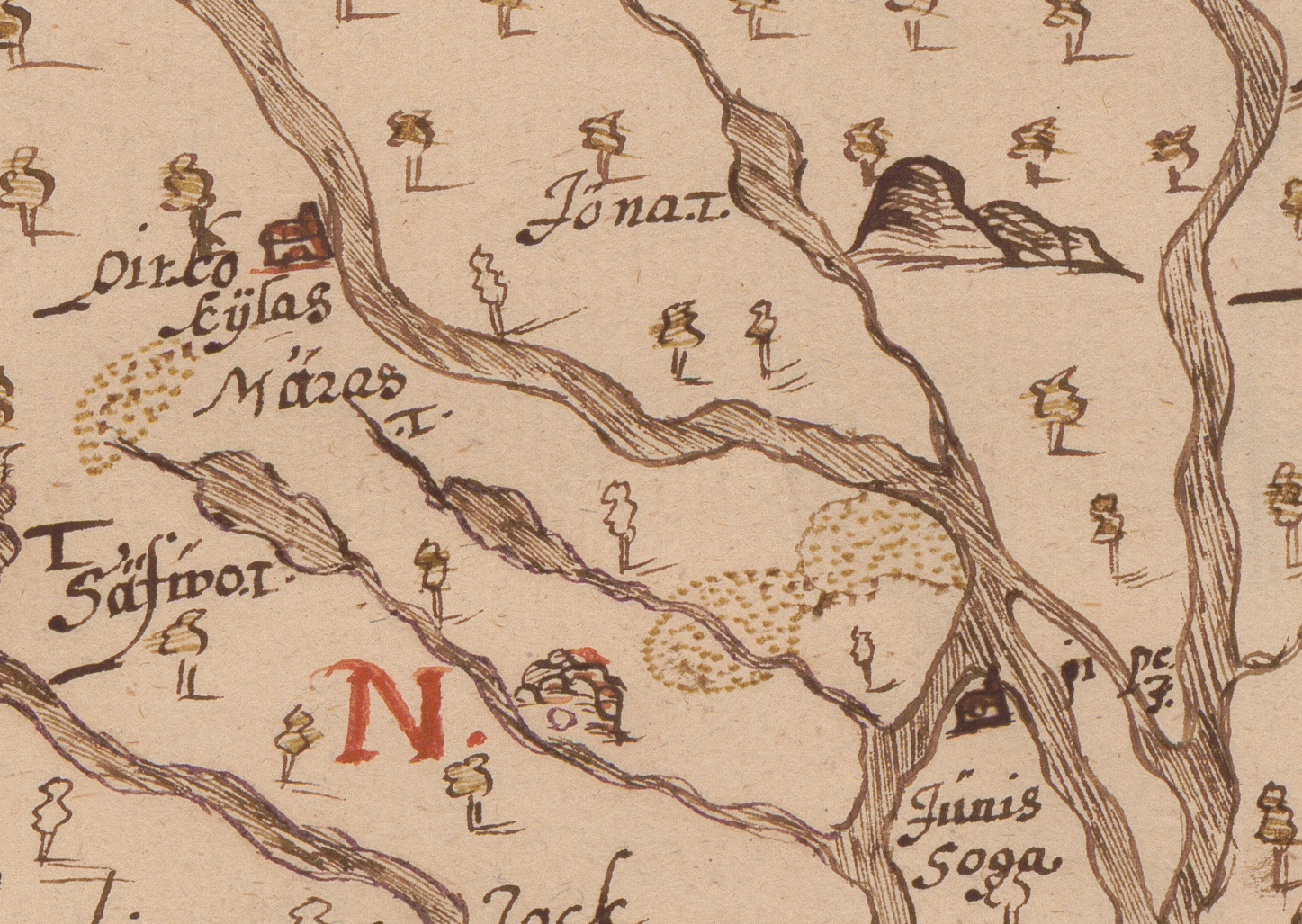
Utsnitt ur Olof Tresks karta över Torne lappmark från 1643, med det enda nybygge som då existerade i lappmarken, Pirko kylas eller Kuoksu.

Oluf Tresk, alternativt Olof Tresk Larsson och Olof Larsson Tresk, född i Hälsingtuna, födelsedatum är okänt, död 1645 i Brunflo socken, var en svensk lantmätare och en av Sveriges första lantmätare. Han studerade vid Uppsala universitet och var därefter verksam inom lantmäteriväsendet. Han var framför allt verksam i Västernorrlands län, som då även omfattade nuvarande Gävleborgs län, samt inom Lappmarken.

## Arbete
År 1634, medan Olof Tresk ännu var lärling till Anders Bure, kartlade han ödegårdar i Västmanland och mätte upp byar i Södermanland. Året därpå beslöts att ett antal lantmätare skulle tilldelas varsitt landskap och "göra det ifrån sig", varvid Olof Tresk fick Lappmarken på sin lott. Hans första uppdrag blev att resa till Nasafjälls silververk och kartlägga vattendelarens sträckning där. Enligt gammal hävd hörde nämligen västra sidan till Danmark (Norge) och östra sidan till Sverige, och danskarna hade ifrågasatt om silverfyndigheten verkligen låg på den svenska sidan. Kartläggningen genomfördes under sommaren 1635 och visade att Sverige kunde göra rättmätiga anspråk på malmen.
Därefter fick Olof Tresk i uppdrag av Karl Bonde att fara till Västergötland för att undersöka förutsättningarna för att gräva en kanal mellan Vänern och Vättern. Göta kanal kom dock inte till stånd förrän på 1800-talet.
På våren 1636 sändes Olof Tresk återigen upp till Lappmarken, nu för att kartlägga fjällryggen i hela Pite lappmark, "ifrån Umeå älvs begynnelse in till Luleå älvs ursprung". En viktig del i det arbetet var att fråga ut samerna om var den hävdvunna gränsen mellan de båda rikena enligt deras uppfattning gick. 
På våren 1637 fick Tresk i uppdrag av drottning Kristina att göra lantmäteriförrättningar i dåvarande Västernorrlands län, främst på landsbygden men även i städerna. Redan 1638 var han emellertid på väg upp till Lappmarken igen, nu för att kartlägga Torne och Kemi lappmark, särskilt gränsen mot Norge respektive Ryssland. 
1639 ritade Tresk kartor över ett 70-tal finntorp inom Ångermanland, Medelpad och Hälsingland. Under vintern utarbetade han sedan en relation över riksgränsen genom Lappmarken vilken inlämnades till Axel Oxenstierna i samband med Nyköpings riksdag i början av mars 1640. 
Vid samma riksdag begärde allmogen i Västernorrlands län att få sina jordar uppmätta för att få till stånd en jämnare skattläggning. Arbetet började i Ljusdal under ledning av Tresk, som därmed hade sysselsättning i sina hemtrakter under någon tid framåt. Därefter bar det åter av till övre Norrland, där han var verksam under 1642. Nu utarbetade han detaljrika kartor över Torne och Lule lappmarker, troligen delvis baserade på rekognosceringar under tidigare resor.
Det är oklart hur Olof Tresk tillbringade sina sista år. Troligen var det i samband med fälttåget i Jämtland som han 1645 avled i Brunflo socken och begravdes där. Omkring 1705 reste svärsonen Rolf Mackey - Roloff Mackey en gravsten över Tresk på Brunflo kyrkogård. 

## Familj
Oluf Tresks far hette Lars Eriksson Tresk och var bonde i Halsta i Hälsingtuna socken. Oluf Tresk var gift med Elsa Åkesdotter. De hade två döttrar: Brita Olofsdotter Tresk, född 1635, död 1739 i Sundsvall , och Magdalena Olofsdotter Tresk, född 1638 i Halsta, Hälsingtuna, död 1687 i Hudiksvall. Olof Tresk bodde i Delsbo och hade en gård där.